# Elatostema podophyllum
Elatostema podophyllum är en nässelväxtart som beskrevs av Hugh Algernon Weddell. Elatostema podophyllum ingår i släktet Elatostema och familjen nässelväxter. Inga underarter finns listade i Catalogue of Life.